# Cedronella
Cedronella, monotipski biljni rod iz porodice medićevki smješten u tribus Saturejeae, dio potporodice Nepetoideae. Jedina vrsta je C. canariensis, trajnica ili polugrm endemičan za Makaroneziju (Azori, Kanarski otoci, Madeira), ali uvezena kao ukrasna biljka po mnogim prekooceanskim zemljama (Kalifornija, Sveta Helena, Južna Afrika, Novi Zeland, Tasmanija). U narodnim nazivima poznata je kao “gileadski balzam” i “kanarski balzam”.

## Opis
Cedronella canariensis je aromatična, višegodišnja biljka visine oko 1,5 metara koja se koristi kao aromatični čaj i u potpurriju, mješavini osušenih, prirodno mirisnih biljnih materijala. Ponekad se uzgaja kao ukras u vrtovima. Cijela biljka je vrlo aromatična, ispušta slatki miris cedra.

## Pojedinosti o uzgoju
Zahtijeva dobro drenirano tlo na toplom sunčanom položaju.

## Upotreba
Listovi se koriste u pripremi čaja pod nazivom 'Thé de Canaries'. Vrlo je aromatičan. Listove je najbolje brati prije nego što biljka procvjeta i sušiti ih za kasniju upotrebu.
- C. canariensis
- C. canariensis
- C. canariensis

## Sinonimi
- Brittonastrum triphyllum (Moench) Lyons; Plant Names Scientific & Popular, ed. 2, 81 (1907)
- Cedronella madrensis M.E.Jones; Contr. W. Bot. 12: 70 (1908)
- Cedronella triphylla Moench; Methodus: 411 (1794)
- Dracocephalum balsamicum Salisb.; Prodr. Stirp. Chap. Allerton 87 (1796), nom. illeg.
- Dracocephalum canariense L.; Sp. Pl. 594 (1753)
- Dracocephalum ternatifolium Stokes; Bot. Mat. Med. 3: 329 (1812)